# Dendropaemon crenatostriatus
Dendropaemon crenatostriatus là một loài bọ cánh cứng trong họ Bọ hung (Scarabaeidae).